# Il più grande italiano di tutti i tempi
Il più grande italiano di tutti i tempi ist eine italienische TV-Show aus dem Jahr 2010, die vergleichbar ist mit dem deutschen Format Unsere Besten. Sie wurde nach dem Vorbild der 100 Greatest Britons vom Sender Rai 2 entwickelt. Ziel war es, durch Befragungen den „besten“ oder „größten“ Italiener aller Zeiten zu ermitteln.

## Die besten Zehn
1. Leonardo da Vinci – Maler, Bildhauer, Architekt, Anatom, Mechaniker und Ingenieur (81 %)
2. Giuseppe Verdi – Komponist
3. Giovanni Falcone und Paolo Borsellino – Juristen und Richter
4. Galileo Galilei – Mathematiker, Physiker und Astronom
5. Totò – Schauspieler und Komiker
6. Laura Pausini – Sängerin
7. Anna Magnani – Schauspielerin
8. Luigi Pirandello – Schriftsteller
9. Enrico Fermi – Physiker
10. Dante Alighieri – Dichter